# Линьгуй
Линьгу́й (кит. упр. 临桂, пиньинь Línguì, буквально: «перед (рекой) Гуй(цзян)») — район городского подчинения городского округа Гуйлинь Гуанси-Чжуанского автономного района (КНР).

## История
Впервые уезд Линьгуй (临桂县) был создан ещё во времена империи Тан, в 634 году. В 1912 году он был расформирован, а его земли перешли под непосредственное управление властей Гуйлиньской управы (桂林府). В 1913 году в Китае была проведена реформа структуры административного деления, в ходе которой управы были упразднены, и поэтому Гуйлиньская управа была расформирована, а территория, находившаяся под прямым управлением её властей, вновь стала уездом, на этот раз получившим название Гуйлинь (桂林县).
В июне 1940 года урбанизированная часть уезда Гуйлинь с окрестностями была официально выделена в отдельный город Гуйлинь, а оставшаяся часть уезда снова получила название Линьгуй.
В составе КНР в 1949 году был образован Специальный район Гуйлинь (桂林专区) провинции Гуанси, и уезд вошёл в его состав. В 1954 году к уезду Линьгуй был присоединён уезд Линчуань. В 1958 году провинция Гуанси была преобразована в Гуанси-Чжуанский автономный район. В 1961 году из уезда Линьгуй был вновь выделен уезд Линчуань. В 1971 году Специальный район Гуйлинь был переименован в Округ Гуйлинь (桂林地区).
Постановлением Госсовета КНР от 8 октября 1983 года уезд Линьгуй был передан из состава Округа Гуйлинь под юрисдикцию властей города Гуйлинь.
Постановлением Госсовета КНР от 27 августа 1998 года город Гуйлинь и Округ Гуйлинь были объединены в Городской округ Гуйлинь.
Постановлением Госсовета КНР от 18 января 2013 года уезд Линьгуй был преобразован в район городского подчинения.

## Административное деление
Район делится на 5 посёлков, 4 волости и 2 национальные волости.